# Stefan Bernhard Eck

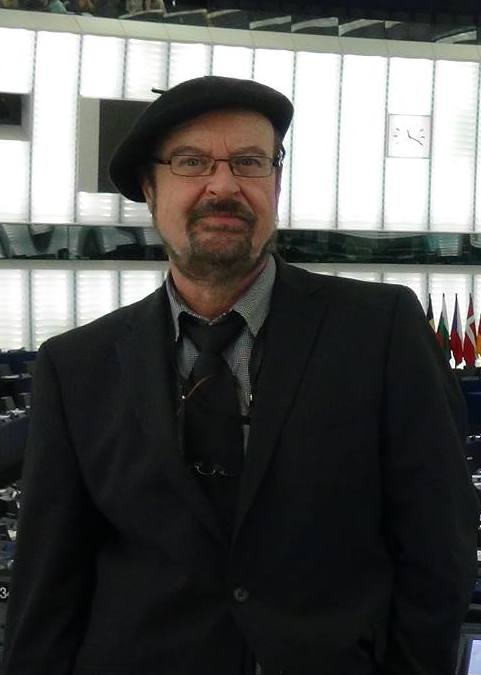
Stefan Bernhard Eck (2014)

Stefan Bernhard Eck (* 8. Januar 1956 in Homburg) ist ein deutscher Politiker (ÖDP, zuvor Tierschutzpartei). Von September 2007 bis zu seinem Parteiaustritt Ende 2014 war er Bundesvorsitzender der Tierschutzpartei, für die er bei der Europawahl 2014 ins Europäische Parlament als einziger erfolgreicher Kandidat der Partei einzog und dort Mitglied der GUE/NGL-Fraktion wurde. 2019 trat er nicht mehr an.

## Leben
Eck verbrachte größere Teile seines Lebens in Frankreich und Südostasien. Nach dem Besuch der Grundschule und des Gymnasiums studierte er an einer Fachhochschule Wirtschaftsingenieurwesen. Anschließend absolvierte er eine Berufsausbildung zum Werbekaufmann, die eine Spezialisierung auf den Bereich Film- und Fotowerbung beinhaltete. Von 1978 bis Mitte 1993 war er mit Schwerpunkten im Import und Export selbständig tätig. Von 1990 bis 1993 folgten Arbeiten im Kunstbereich. Seit 1981 ist er verheiratet, seit 1998 Vegetarier und seit Ende 2001 Veganer. Eck lebt in Saarbrücken.

## Engagement für Tierrechte
1999 und 2000 war Eck Leiter der Arbeitsgruppe Tierrechte des Bundesverbandes Menschen für Tierrechte – Bundesverband der Tierversuchsgegner. Von 2001 bis 2006 war er Leiter des Arbeitskreises Tierrechte und Ethik (A.K.T.E.). 2010 wurde A.K.T.E. schließlich in einen Arbeitskreis der Tierschutzpartei umgewandelt. 2006 wurde er außerdem Sprecher der Allianz für Tierrechte, die ein Bündnis verschiedener Tierschutzorganisationen darstellt. Im selben Jahr sorgte er für Aufsehen, da er vor der KZ-Gedenkstätte Dachau mit einem auf die Shoa bezugnehmenden Schild mit der Aufschrift „Für Tiere ist jeden Tag Dachau“ trug, demonstrierte.

## Politisches Engagement

### Tierschutzpartei
Im Jahr 2006 trat Eck in die Tierschutzpartei ein und gründete den saarländischen Landesverband mit, dessen Vorsitzender er wurde. Auf dem Bundesparteitag am 29. September 2007 wurde er als Nachfolger von Jürgen Gerlach zum Bundesvorsitzenden der Partei gewählt. Letzterer hatte bereits bei seiner Wiederwahl im Jahr 2005 angekündigt, für eine weitere Amtszeit nicht mehr zur Verfügung zu stehen. Zur Europawahl 2009 war er Spitzenkandidat seiner Partei, die auf 1,1 % aller Stimmen kam. Ab dem 31. Bundesparteitag am 12. Januar 2013 wurde er bedingt durch eine Satzungsänderung einer von drei gleichberechtigten Bundesvorsitzenden; seither teilte er sich dieses Amt mit Horst Wester und Barbara Nauheimer. Bis November 2013 blieb er außerdem saarländischer Landesvorsitzender, seither war er dort Stellvertreter.
Bei der Europawahl 2014 war er erneut Spitzenkandidat seiner Partei. Für sie zog er als einziger erfolgreicher Kandidat ins Europäische Parlament ein. Das wurde durch den juristisch erstrittenen Wegfall jeglicher Sperrklauseln für Europawahlen möglich. Dort schloss er sich der Konföderalen Fraktion der Vereinten Europäischen Linken/Nordische Grüne Linke an; zuvor hatte die Fraktion der Grünen/Europäische Freie Allianz ihm ebenfalls den Beitritt angeboten.
Zum 31. Dezember 2014 gab Eck seinen Austritt aus der Tierschutzpartei bekannt. Als Begründung gab er als öffentliche Stellungnahme auf seiner Facebook-Seite an: „Im Bundesvorstand gibt es eine nicht unbeträchtliche Anzahl von Mitgliedern, bei denen weder die Einsicht noch der Wille vorhanden ist, sich von Parteimitgliedern oder Personen in ihrem politischen Umfeld mit rechtspopulistischer oder sogar rechtsextremer Vergangenheit konsequent zu distanzieren und jedwede Kooperation mit ihnen abzulehnen. Ich kann aufgrund meiner innersten Überzeugung und als überzeugtes Mitglied der Fraktion GUE/NGL keiner Partei angehören, die dies duldet.“
Die Co-Vorsitzende Barbara Nauheimer sowie acht weitere Bundesvorstandsmitglieder traten im Anschluss daran ebenfalls von ihren Posten zurück und aus der Partei aus. Gleichzeitig gab Eck bekannt, sein Mandat im Europäischen Parlament behalten zu wollen.
Der verbliebene Bundesvorstand der Partei gab bekannt, dass bereits seit seinem Einzug ins Europaparlament eine Entfremdung zwischen ihm sowie seinen parteiinternen Unterstützern einerseits und den restlichen Vorstandsmitgliedern andererseits stattgefunden habe. Zudem habe die Konföderale Fraktion der Vereinten Europäischen Linken, der Eck angehört, den innerparteilichen Konflikt maßgeblich beeinflusst. Darüber hinaus sei die zeitgleiche Ausübung seines Mandats mit dem Amt des Bundesvorsitzenden problematisch gewesen. Dies habe dazu geführt, dass die Partei aus dem Fokus seines Wirkens geraten sei. Außerdem habe Eck bereits auf dem 33. Bundesparteitag am 8. November 2014 in Kassel mit Konsequenzen gedroht, da die Partei es per Annahme eines Initiativantrags abgelehnt habe, einen Peter-Singer-Tierrechtspreis zu unterstützen „weil einige ethische Positionen Singers in Widerspruch zu unserem Grundsatzprogramm stehen“. Viele Parteimitglieder hätten sich dennoch mit Kritik zurückgehalten, um ein geschlossenes Erscheinungsbild in der Öffentlichkeit zu bewahren. Eck und seine ehemalige Partei bestritten alle wechselseitigen Vorwürfe. Nach Auffassung der Partei sei die Trennung für beide Seiten und im Interesse der gemeinsamen Ziele eine gute Lösung.
Eck, der Preisstifter Walther Neussel und weitere Personen traten aus der Tierschutzpartei aus und fanden anschließend in der Giordano-Bruno-Stiftung eine Organisation für die Vergabe des nun geschaffenen Peter-Singer-Preises. Der wurde am 26. Mai 2015 unter Protesten erstmals in der Berliner Urania vergeben. In einer Pressemitteilung vom 18. Mai 2015 distanzierte sich die Tierschutzpartei von Peter Singers behindertenfeindlichen Positionen und der Preisverleihung. Ihre Pressemitteilung endet mit dem Satz „Wir werden als Partei Mensch Umwelt Tierschutz/Tierschutzpartei an der Gegendemonstration zur Preisverleihung teilnehmen, die am 26.5.2015 ab 17 Uhr an der Urania in Berlin stattfinden wird und rufen zu reger Beteiligung auf!“
Gegen die Ausführungen Ecks für den Austritt aus der Tierschutzpartei auf seiner Facebook-Seite steht folgende Passage aus der Presseerklärung: „Die überwältigende Mehrheit des Plenums sprach sich gegen den Peter-Singer-Preis aus, der inhaltlich in vollem Umfang unserem Grundsatzprogramm zuwider gelaufen wäre! Die Konsequenz war der einen Monat später erfolgte Rücktritt des MEP Stefan Bernhard Eck und Gleichgesinnter aus der Partei. Auch der Laudator Dr. W. Neussel, seines Zeichens Initiator des Preises, erklärte seinen Austritt.“

### Arbeit im Europäischen Parlament
Im Europaparlament war er Vizepräsident der Intergroup on Animal Welfare and Conservation und Vollmitglied des Ausschusses für Umweltfragen, Volksgesundheit und Lebensmittelsicherheit. Ferner war er stellvertretendes Mitglied im Ausschuss für Landwirtschaft und ländliche Entwicklung sowie im Ausschuss für die Rechte der Frau und die Gleichstellung der Geschlechter und der Delegationen für die Beziehungen zur Volksrepublik China, zu den Ländern Südasiens, für die Länder Südostasiens und der Vereinigung südostasiatischer Staaten sowie für die Beziehungen zur Koreanischen Halbinsel. Des Weiteren ist er Gründungsmitglied der Interparlamentarischen Interessensgruppe „MEPs for Wildlife“.
Seine Hauptaktivitäten umfassten neben dem Bereich Tier- und Menschenrechte auch den Umweltschutz.
Bei der Europawahl 2019 trat er nicht mehr an, sodass er mit der konstituierenden Sitzung der darauffolgenden Legislaturperiode aus dem Parlament ausschied.

### ÖDP
Im Januar 2020 trat Eck der Ökologisch-Demokratischen Partei (ÖDP) bei, mit deren damaligen EU-Abgeordneten Klaus Buchner er bereits zuvor kooperiert hatte.